# Полідевк
Поліде́вк (грец. Πολυδεύκης), По́ллукс (лат. Pollux) — один із Діоскурів. Брат-близнюк Кастора. Син Леди і Зевса.
Полідевк оспіваний як визволитель сестри Єлени, яку викрав Тесей, а також як учасник походу аргонавтів, у якому здолав царя Аміка.
Під час сутички братів з Афаретідами брат-близнюк Кастор помирає. Полідевк просить Зевса дати йому померти разом із братом, але той пропонує йому вибір — або вічно перебувати на Олімпі самому, або бути разом із братом один день на Олімпі, а інший у Царстві Аїда. Полідевк віддає братові частину свого безсмертя. Відтоді за міфом брати по черзі з'являються у вигляді ранкової та вечірньої зорі в сузір'ї Близнюків на небі.